# Guadalcázar (kommunhuvudort)
Guadalcázar är en kommunhuvudort i Spanien.   Den ligger i provinsen Province of Córdoba och regionen Andalusien, i den södra delen av landet, 300 km söder om huvudstaden Madrid. Guadalcázar ligger 162 meter över havet och antalet invånare är 1 234.
Terrängen runt Guadalcázar är lite kuperad. Runt Guadalcázar är det ganska tätbefolkat, med 179 invånare per kvadratkilometer. Närmaste större samhälle är Almodóvar del Río, 8,9 km nordväst om Guadalcázar. Trakten runt Guadalcázar består till största delen av jordbruksmark.